# Euxiphidiopsis quadridentata
Euxiphidiopsis quadridentata is een rechtvleugelig insect uit de familie sabelsprinkhanen (Tettigoniidae). De wetenschappelijke naam van deze soort is voor het eerst geldig gepubliceerd in 2000 door Liu & Zhang.